# Église Saint-Étienne de Tauriac
Pour les articles homonymes, voir Église Saint-Étienne et Saint-Étienne (homonymie).
L'église Saint-Étienne est une église catholique située à Tauriac, en France.

## Localisation
L'église est située dans le département français de la Gironde, sur la commune de Tauriac.

## Historique
Le site a été occupé depuis au moins le Ve – VIe siècle : car en 615, la « villa Tauriaca » (village, domaine…) est donnée par un nommé Aldéric à un Bertram du Mans, évêque du Mans, qui possédait également les villas de Plassac et de Villeneuve-de-Blaye. (Plus tard Bertram devient évêque de Bordeaux). L’ancienneté du site laisse penser qu’une première chapelle ou église est édifiée ici avant l’an 1000.
L’église actuelle, dédiée à saint Étienne, premier martyr chrétien, date du XIe siècle pour l'abside et le mur nord, les parties les plus anciennes et la façade, de style roman saintongeais, du début du XIIe siècle. Seuls la façade, sans le clocher, la première travée de la nef et le fond du chœur demeurent intacts aujourd'hui.
- Au XVIe siècle, pendant les Guerres de Religion, on construira un porche avec meurtrières devant la façade. Le porche protégera les habitants de Tauriac et aussi les sculptures de la façade. Il a été enlevé en 1875.

- L'église était dotée d'un clocher carré bâti au-dessus de la dernière travée de la nef. Ce clocher s'est effondré en 1689, détruisant la partie sud de la nef en endommageant le chevet. La réparation de ces dégâts sera achevée en 1731, date inscrite sur le contrefort sud de l'abside.

Faute de nouveau clocher, une cloche a été installée sous le porche de la façade, sur une charpente encastrée dans le mur de la façade, dont les traces sont encore visibles.

Le 21 novembre 1707 une cloche nouvellement refaite par Nicolas Gillon, maitre fondeur à Bordeaux a été bénie et montée. elle a   sonnée devant l'ensemble de la paroisse.
- Au début du XIXe siècle le mur-pignon originel de la façade était modifié pour le transformer en mur clocher où seront disposées deux cloches. Ce mur sera encore modifié en 1854 pour recevoir une nouvelle cloche. La cloche actuelle date de 1903.

- En 1838 la chapelle des fonts baptismaux a été réalisée dans la partie ouest du mur nord de la nef.

- Entre 1845 et 1857  l’intérieur de l’église est réaménagé par Labbé, architecte du diocèse de Bordeaux[3].

- La sacristie actuelle a été construite à la jonction de la nef et l'abside dans sa partie méridionale. Lors de cette construction le mur qui séparait la nef et l'abside a été supprimé, redonnant ainsi à l'intérieur de l'église la surface initiale qu'elle possédait au XIIe siècle.
| - La nef, vers l'ouest - Le sanctuaire - La nef, vers l'est |

- En 1852, le cimetière devant l’église est nivelé et, pour mettre le sol de l’église à niveau, on le comble de terre, enfouissant les bancs de pierre sous 80 cm.

- De 1885 à 1890,

On construit les deux chapelles : la chapelle de saint Étienne au nord-est et la chapelle de la Vierge au sud-est de la nef.
On cache les poutres par une voûte en plâtre.
Les fenêtres sont couvertes de moulage, on fait disparaître la corniche en pierre (il en reste un morceau sous la 3ème fenêtre gauche) pour en faire une autre (corniche stuc) à 1m plus haut.
On fait disparaître la chaux qui recouvrait la pierre mais on enduit cette pierre d’un ciment dans lequel on creusera des faux joints pour donner une allure XVIIIe siècle.
Le chœur est recouvert de plâtre sur lequel on dessine des fleurs, anges, etc.
On installe un chemin de croix.
| - Fonts baptismaux - Chapelle de la Vierge - Chapelle St. Étienne - Tabernacle |

- En 1897 les baies romanes sont agrandies pour recevoir de nouveaux vitraux, l’œuvre des maîtres-verriers bordelais Henri Feur et Gustave Pierre Dagrant.

- En 1956 le chœur est débarrassé de son plâtras et retrouve son aspect d’origine.

Les Monuments Historiques ouvrent une fouille devant la façade, mais la referment.
- En 1970-1971 toute la pierre est nettoyée. Les baies du chevet reçoivent de nouveaux vitraux, l’œuvre de Raymond Mirande[4], poète, philosophe, émailleur, vitrailliste et mosaïste.

|  |

|  |

|  |

- 1989 : un nouveau chantier de fouilles est ouvert autour de l’église.

L'édifice est classé au titre des monuments historiques le 10 août 2005.

## Les chapiteaux romans de la nef
Les seuls vestiges romans de la nef sont les doubles arcades à chapiteaux situées dans les travées  orientales.
Quatre de ces chapiteaux portent un décor végétal, les deux autres sont historiés. Au nord, un personnage luttant contre des monstres et au sud, une scène qui représente la lapidation de saint Étienne.
|  |

|  |

Les chapiteaux du mur sud
- Martyre de saint Étienne : Sur l'angle de la corbeille on voit saint Étienne, les mains levées en orant. Il est entouré de chaque côté par des hommes qui tiennent à la main de grosses pierres. Sculpté sur chacune des deux petites faces du tailloir, un ange, les mains tendues vers un personnage sur la face principale, à genou, en orant. C'est probablement une représentation de l'âme de saint Etienne que les anges portent vers les cieux.
- La corbeille du chapiteau porte un décor purement végétal de rinceaux et de fruits. Le décor du tailloir est très sommaire.

## La façade occidentale
Le portail en plein cintre de l’église est encadré de part et d’autre d’arcatures aveugles à colonnes surmontées de chapiteaux et de tympans sculptés. Au-dessus, deux séries de triples arcades aveugles à colonnes surmontées de chapiteaux sculptés ; plus haut est une corniche sur modillons. Le clocher-mur, n'est pas roman, date du début du XIXe siècle.
| - Le cavalier - Le portail - L'Agnus Dei |

Le tympan sud est décoré d'un Agnus Dei et celui du nord d’un cavalier armé et casqué. Il est possible que ces deux tympans et les deux chapiteaux en marbre, de chaque côté de la porte, décorés en fleurs de lotus, proviennent de l'église pré-romane. Dans ce cas, le cavalier est probablement une représentation de l'empereur Constantin Ier.
Dans sa Guyenne romane, P. Bubourg-Noves décrit le tympan de l'Agnus Dei : « Ce tympan monolithe comporte, au sein d'une gloire circulaire soutenue par deux oiseaux que l'on peut prendre pour des colombes, une représentation de l'agneau pascal tenant un bâton crucifère. Sur le ruban du médaillon est gravée l'inscription 'Agnus Dei qui tollis peccata mundi'. En dessous, se trouve un cartouche difficilement lisible. L'ensemble est entouré d'une baguette semi-circulaire sculptée de rinceaux de feuillages et soutenue par un bandeau représentant deux quadrupèdes à queues entrelacées terminées par une feuille stylisée. »
Le tympan de la fausse porte nord est assez abîmé. On voit le buste d'un homme sur un cheval, qui a perdu ses jambes. Devant l'animal, les restes informes, peut-être un personnage. Il existe plusieurs églises dans la région avec ce type de sculpture, la plus connue est l'église Saint-Hilaire de Melle. Les historiens s'accordent à assimiler la représentation à l'empereur Constantin Ier, qui par l'édit de Milan en 313, qui accorde la liberté de culte à toutes les religions et permet aux chrétiens de ne plus devoir vénérer l’empereur comme un dieu.

### L'arcature supérieure

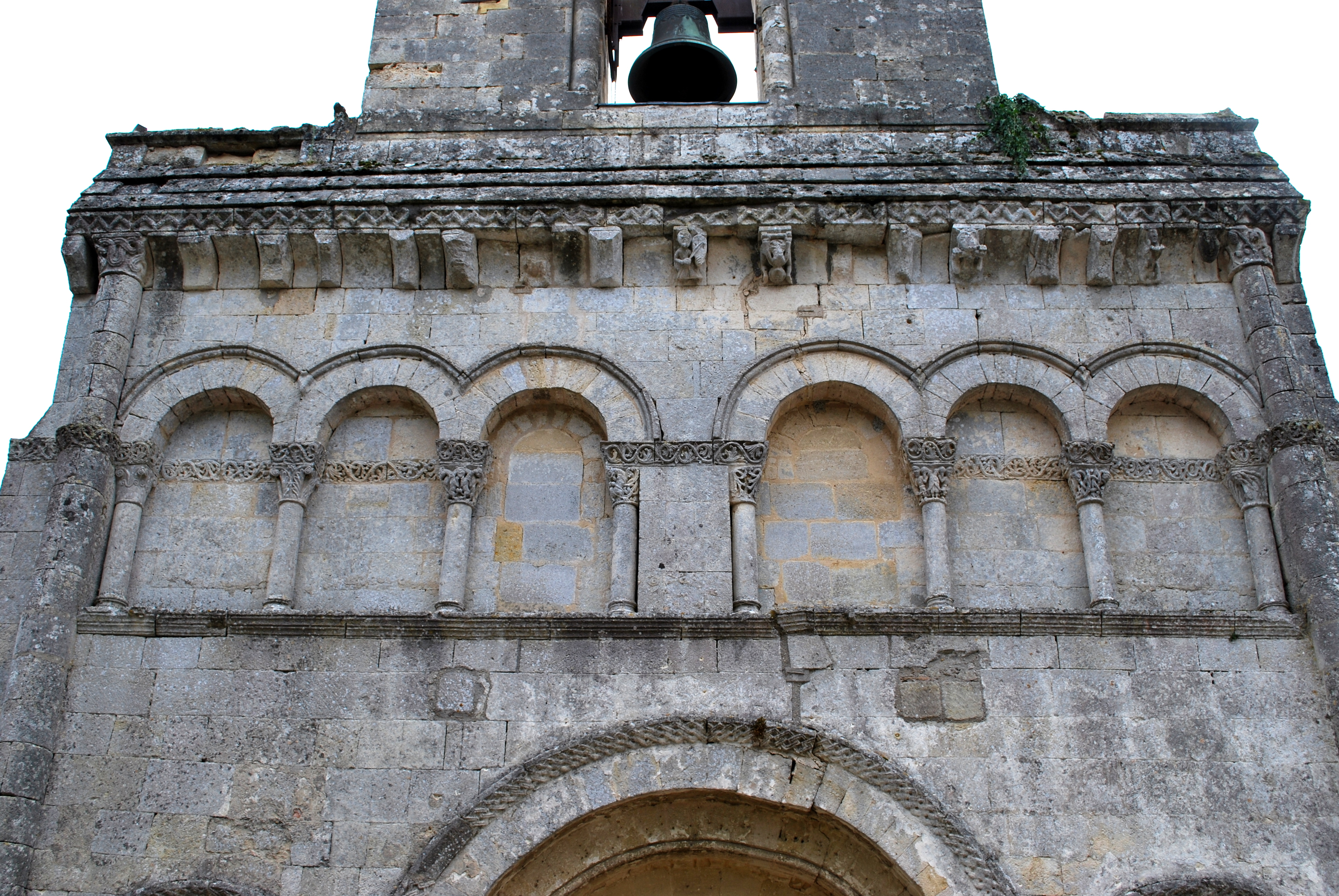
Arcade supérieure et corniche

Les tailloirs des huit chapiteaux portent le même décor de rinceaux, qui est continué par une frise dans les deux premières et les deux dernières arcades.
En partant au nord, les deux premiers chapiteaux portent un décor végétal simple.
Le troisième chapiteau est historié. Sur la face principale se trouve un lion bicorporé, deux autres lions bicorporés sur les angles de la corbeille et un dragon sur chaque petite face. Les animaux bicorporés ont le cou très allongé et la queue redressée et sexualisée. Ils sont liés entre eux et avec les dragons par les pattes qui touchent les corps.
Sur l'angle du quatrième chapiteau se trouve un autre lion bicorporé. Sa queue est rentrée, redressée et sexualisée. Il lèche les deux bouts des queues avec ses deux langues. Les êtres bicorporés, qui symbolisent deux corps mus par un seul esprit, ont toujours une connotation négative. Dans presque tous les cas, il y a une référence sous-entendue à la luxure ou à l'homosexualité.

Triple arcature au nord
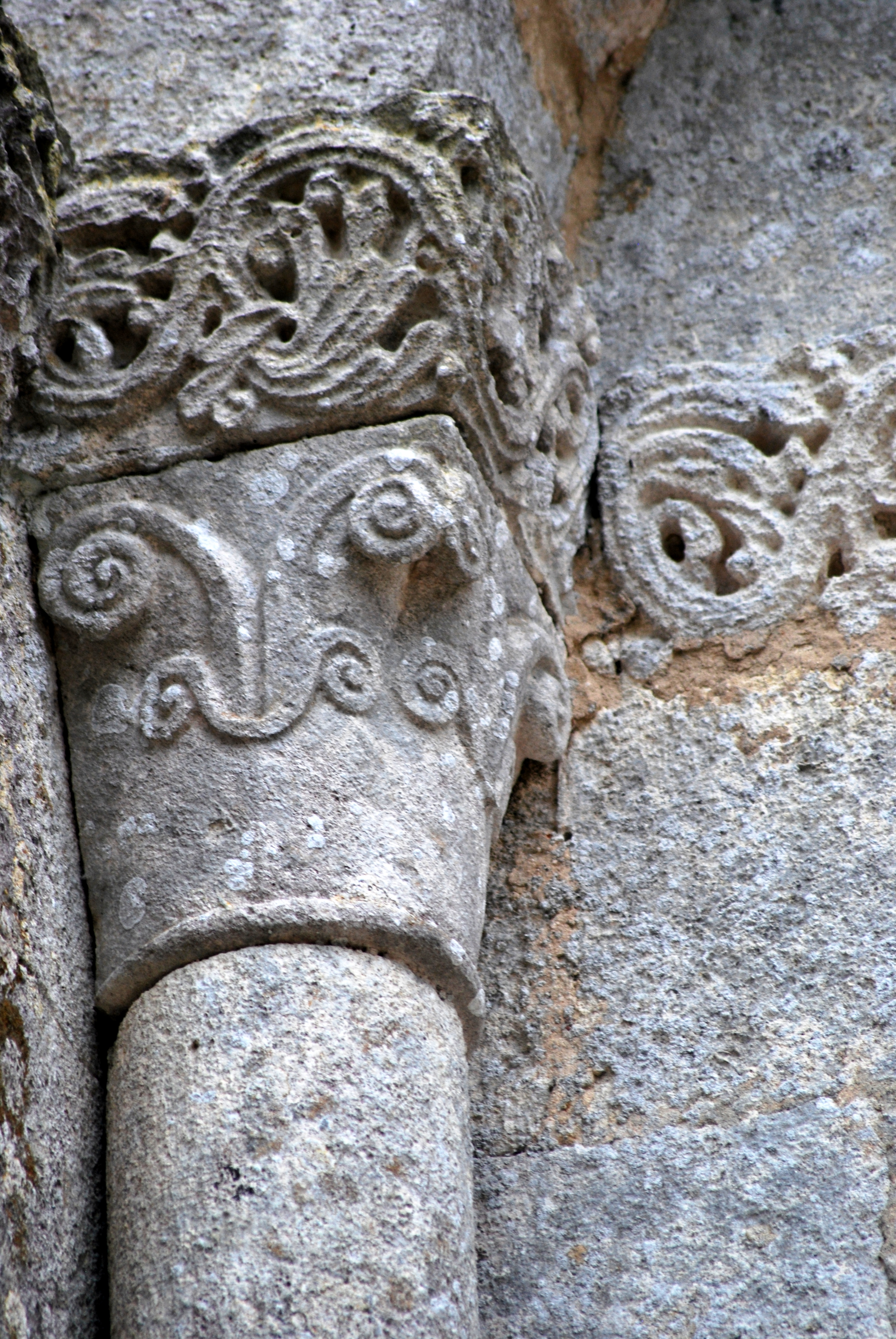
Chapiteau 1
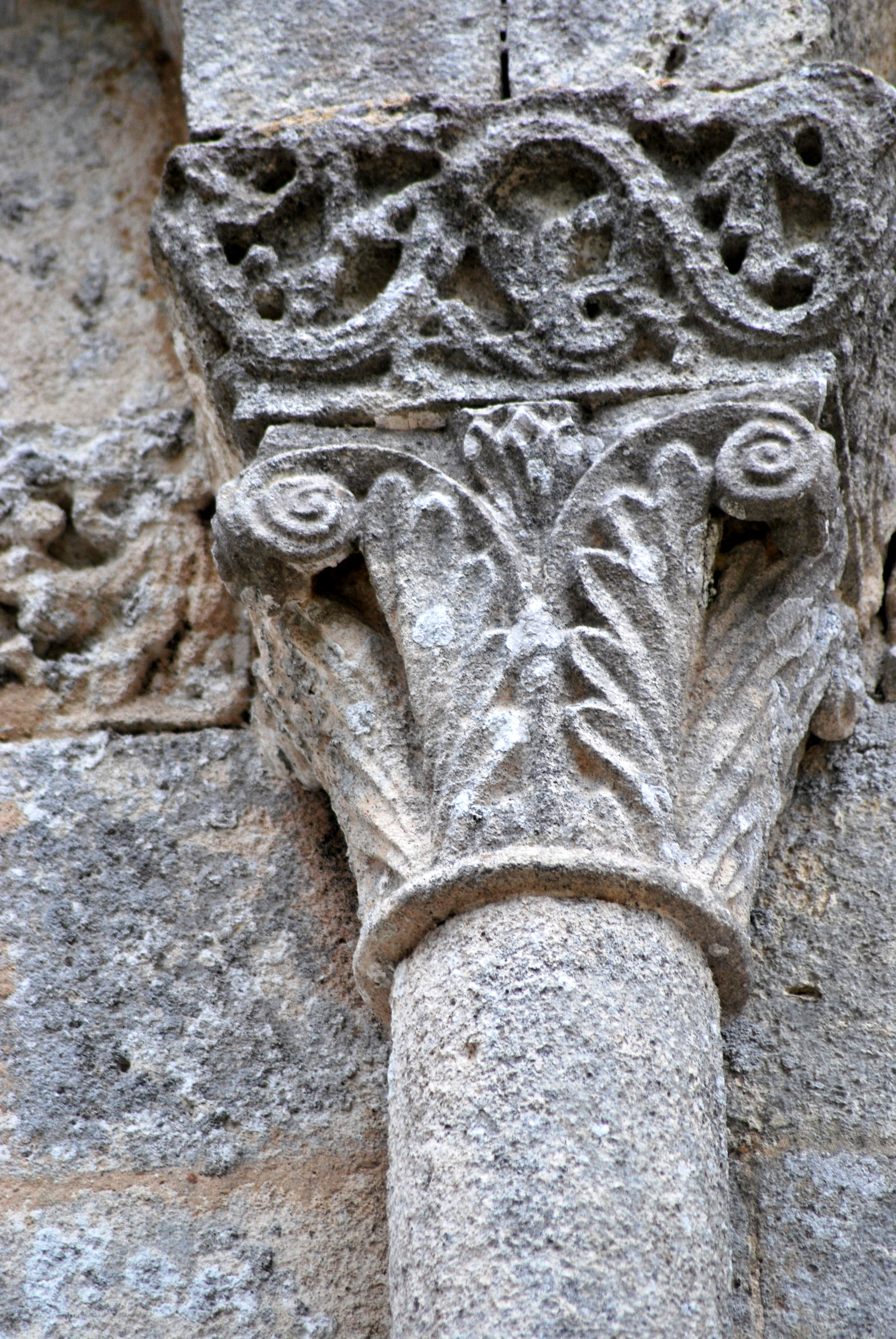
Chapiteau 2
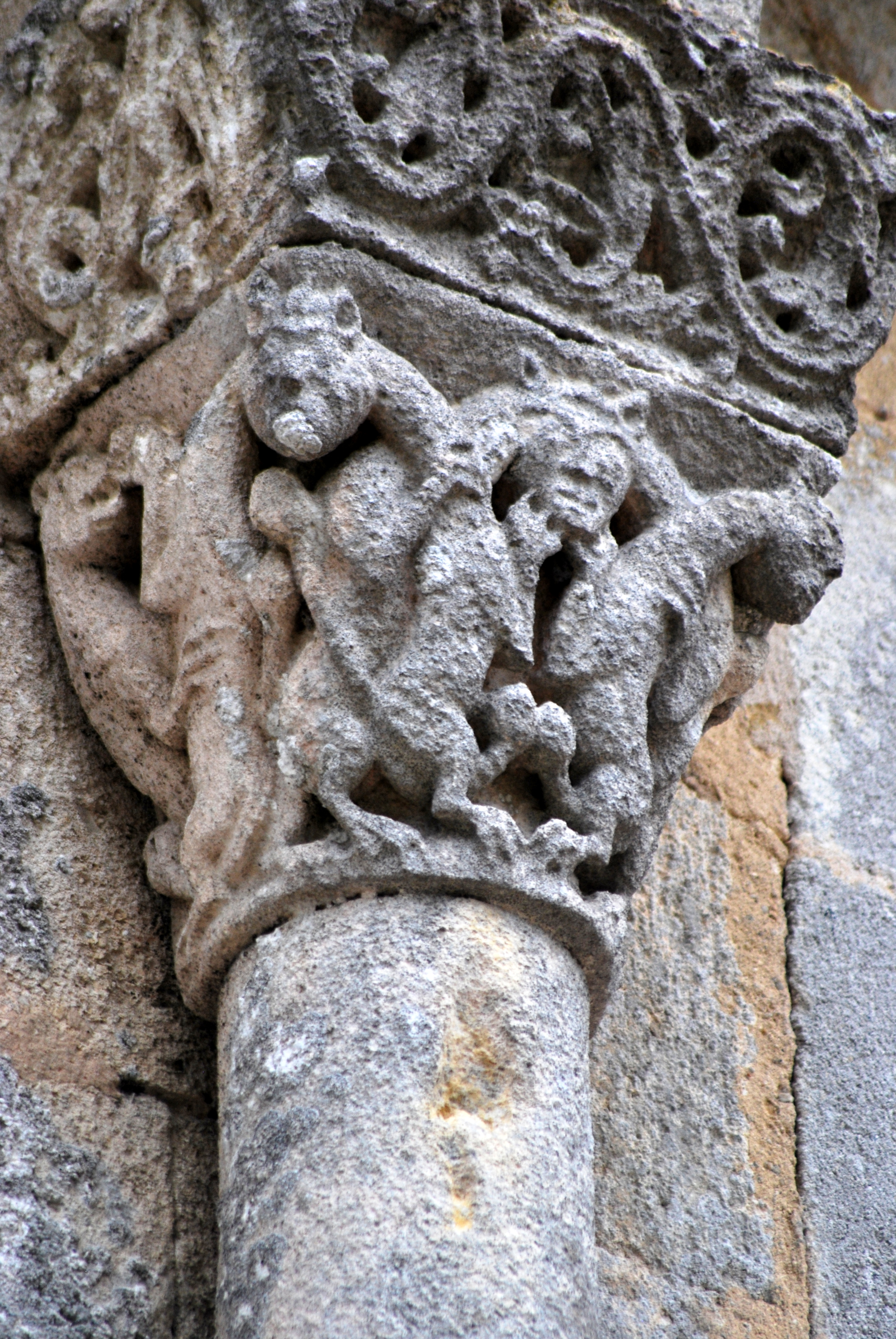
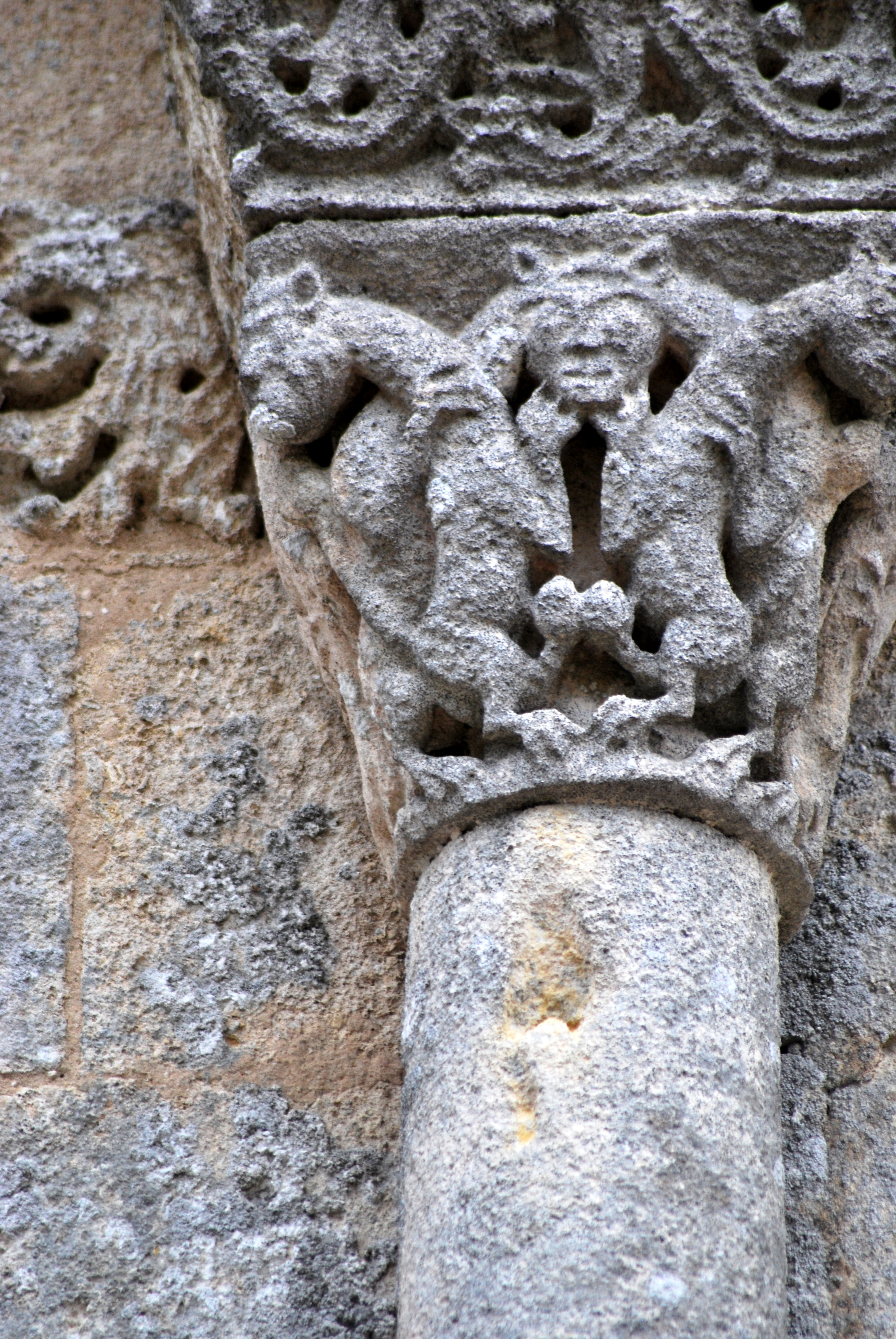
Chapiteau 3
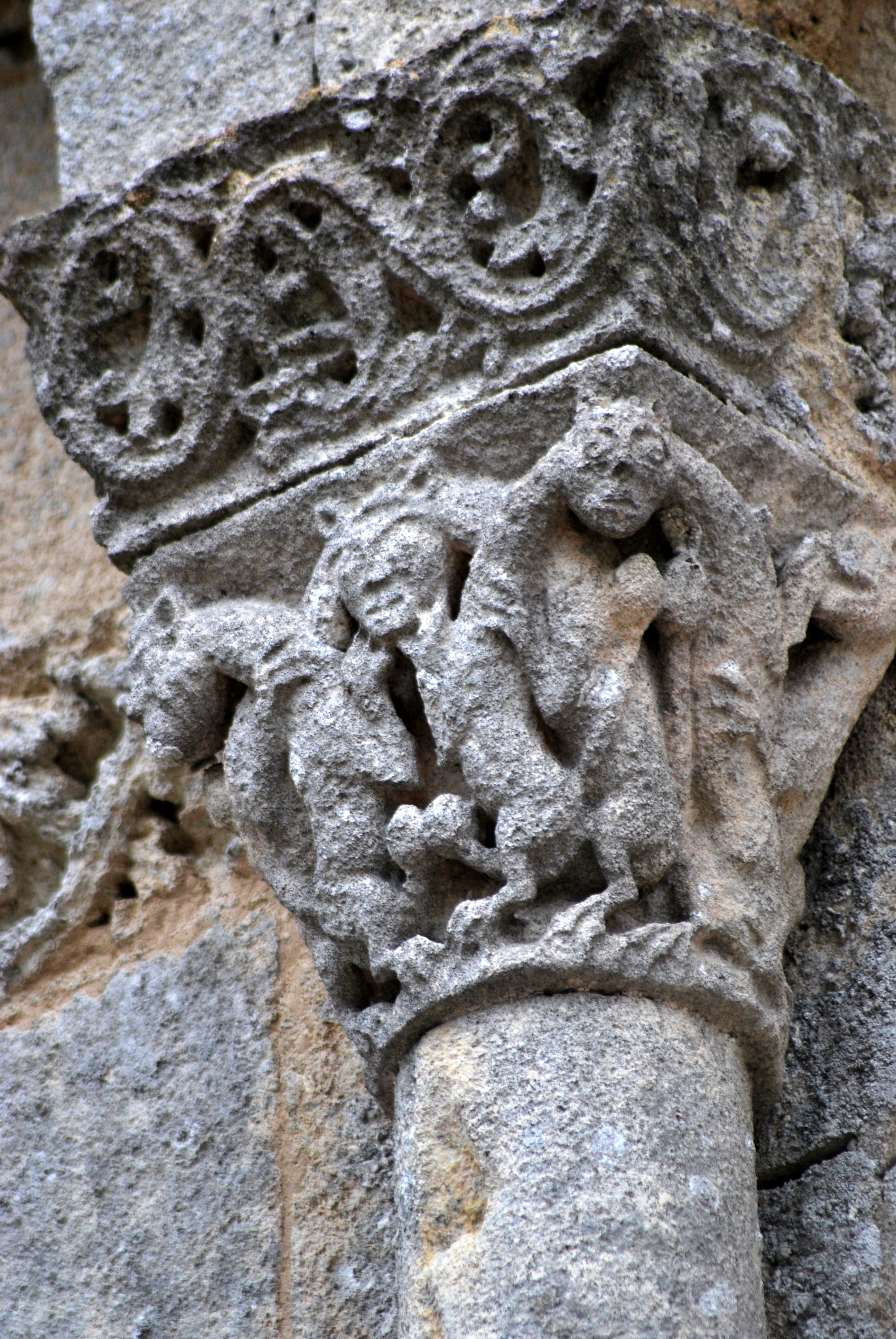
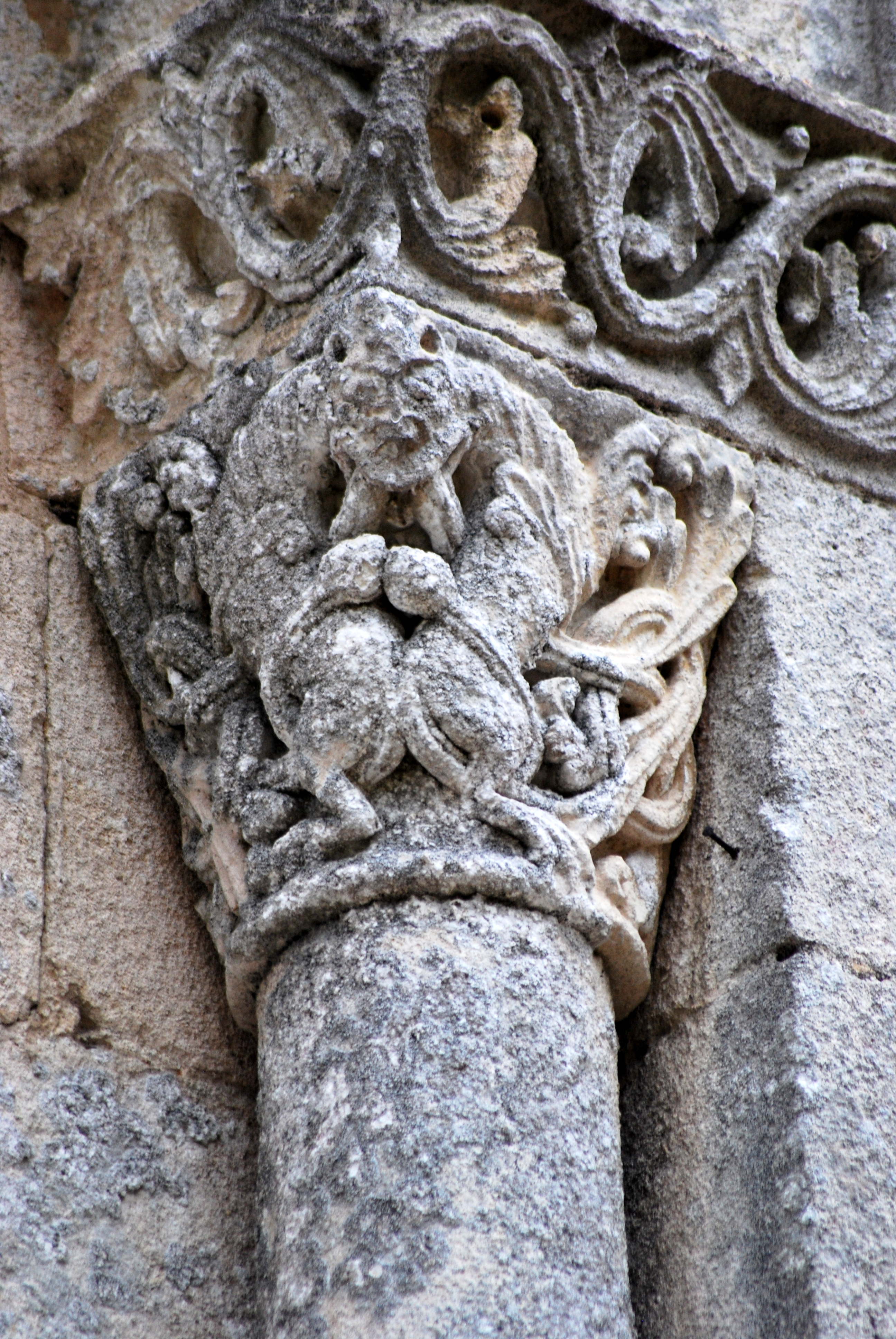
Chapiteau 4

Le cinquième chapiteau porte un décor végétal semblable au décor des tailloirs. Le sixième chapiteau est historié.
Sur la face principale on voit un énorme oiseau bicéphale, dont le plumage est sculpté avec détails. Ses serres s'agrippent à l'astragale. Des oiseaux semblables, mais monocéphales, se trouvent sur les deux petites faces de la corbeille.
À chaque angle de la corbeille, un homme, habillé en tunique longue et plissée avec ceinture élaborée, qui tient avec chaque main le cou d'un oiseau. Les quatre têtes d'oiseaux picorent les bras ou épaules des hommes.
Le septième chapiteau est couvert d'entrelacs de rinceaux avec des masques diaboliques aux angles.
Sur la corbeille du huitième chapiteau figure un masque humain. L'homme est très hirsute : sa chevelure forme de longues tresses torsadées ; sa moustache aussi. La barbe bifide a la forme de deux cravates ! Dans l'iconographie romane, une chevelure soignée était un symbole de la vanité et une barbe bifide de la perfidie.

Triple arcature au sud
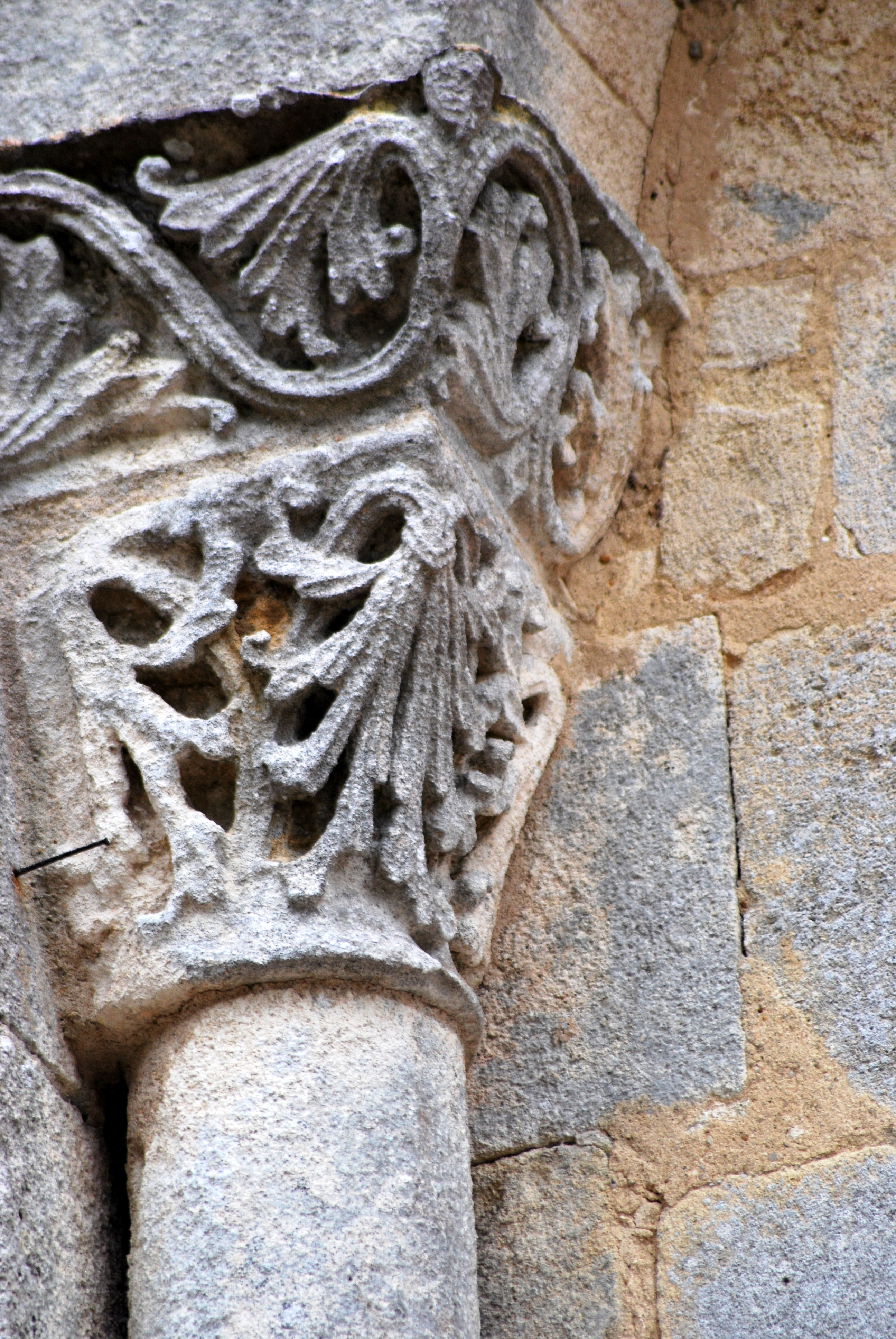
Chapiteau 5
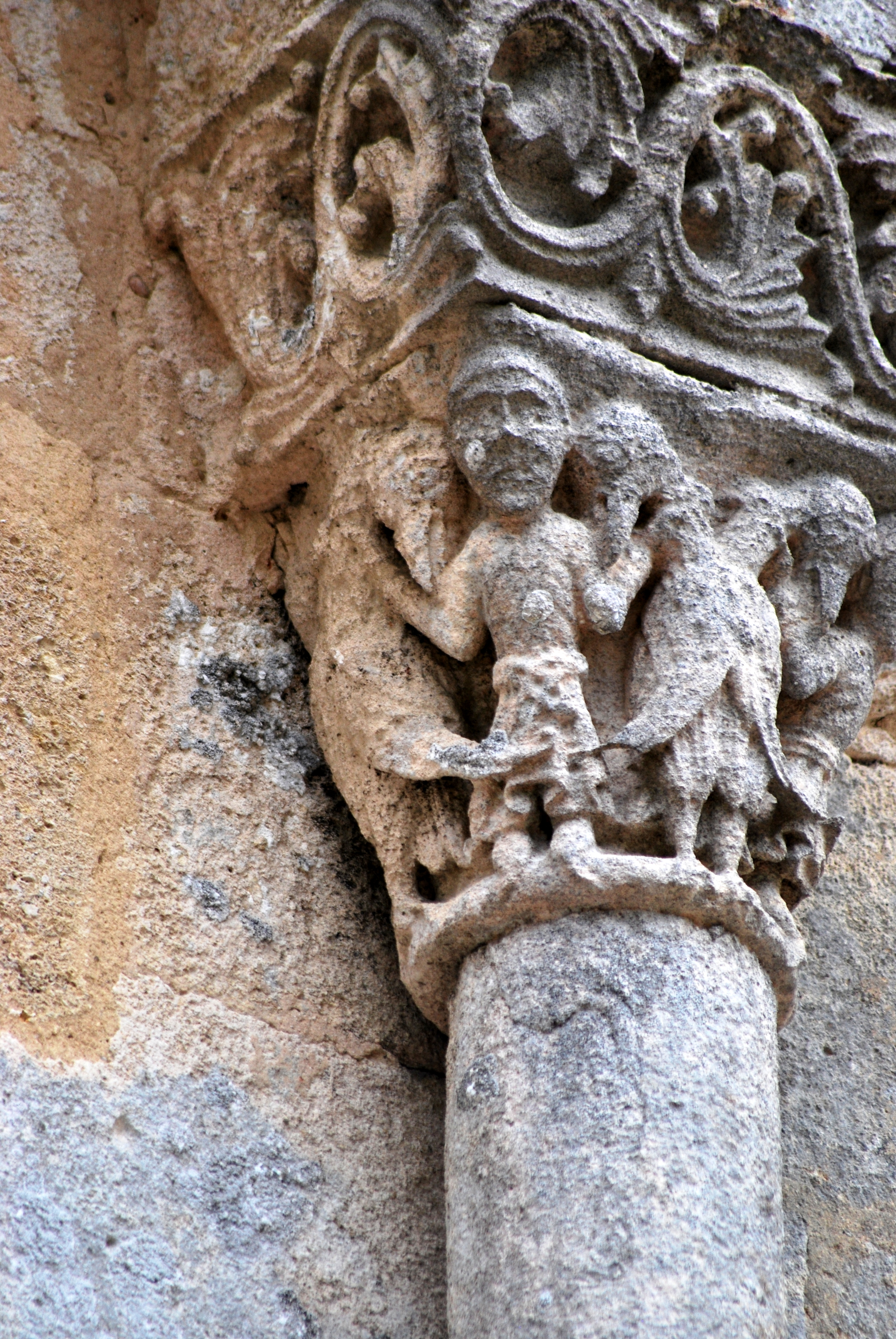
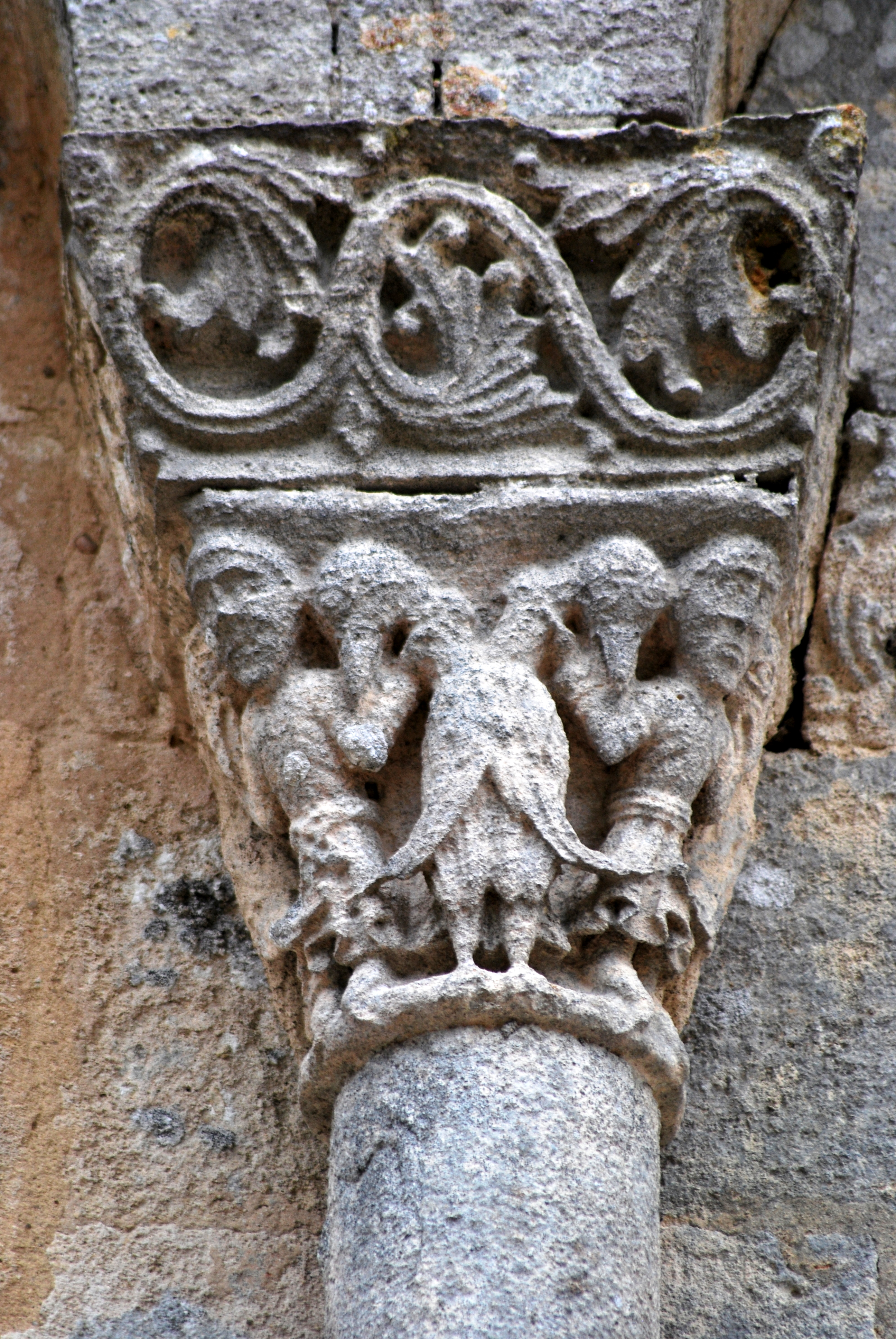
Chapiteau 6
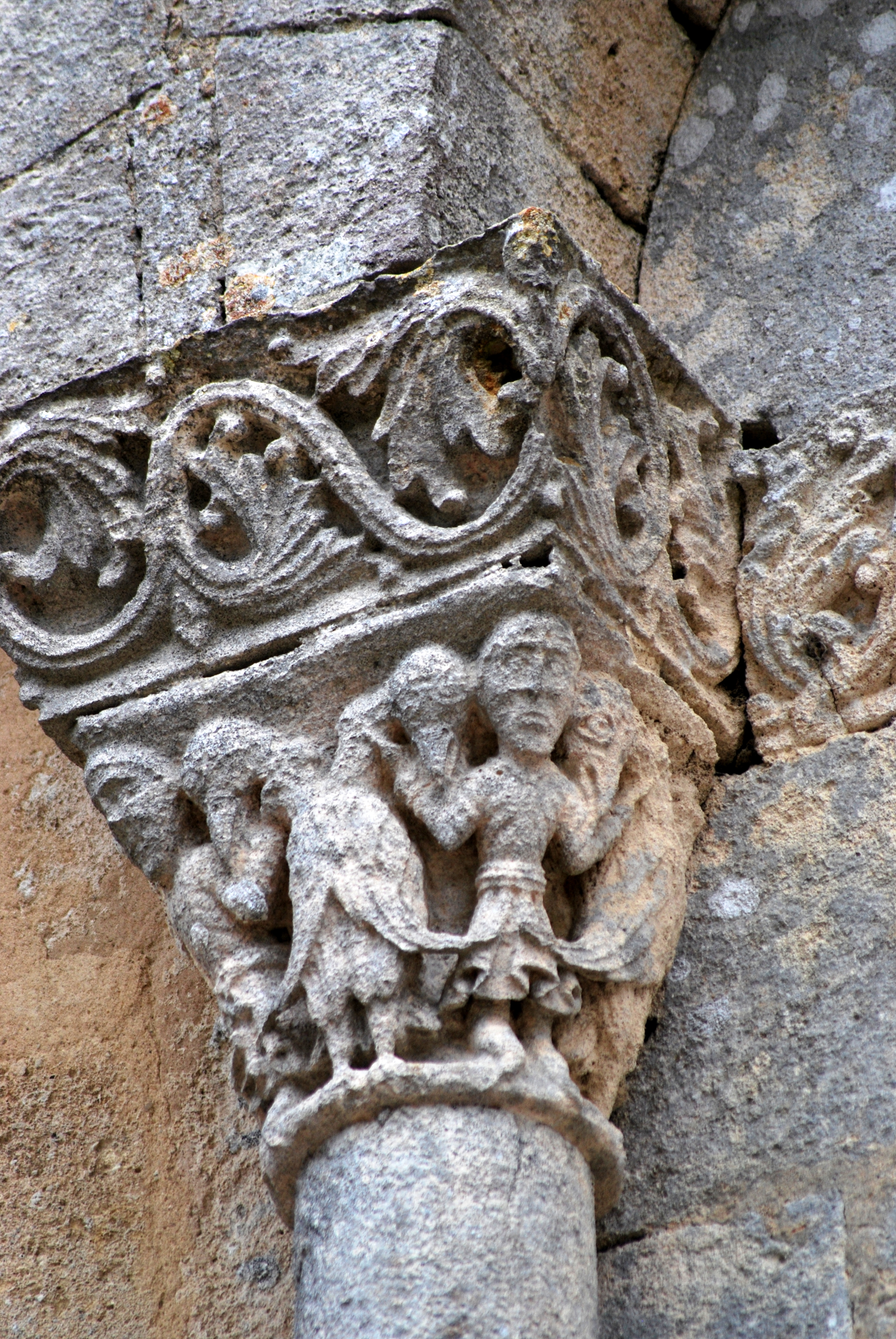
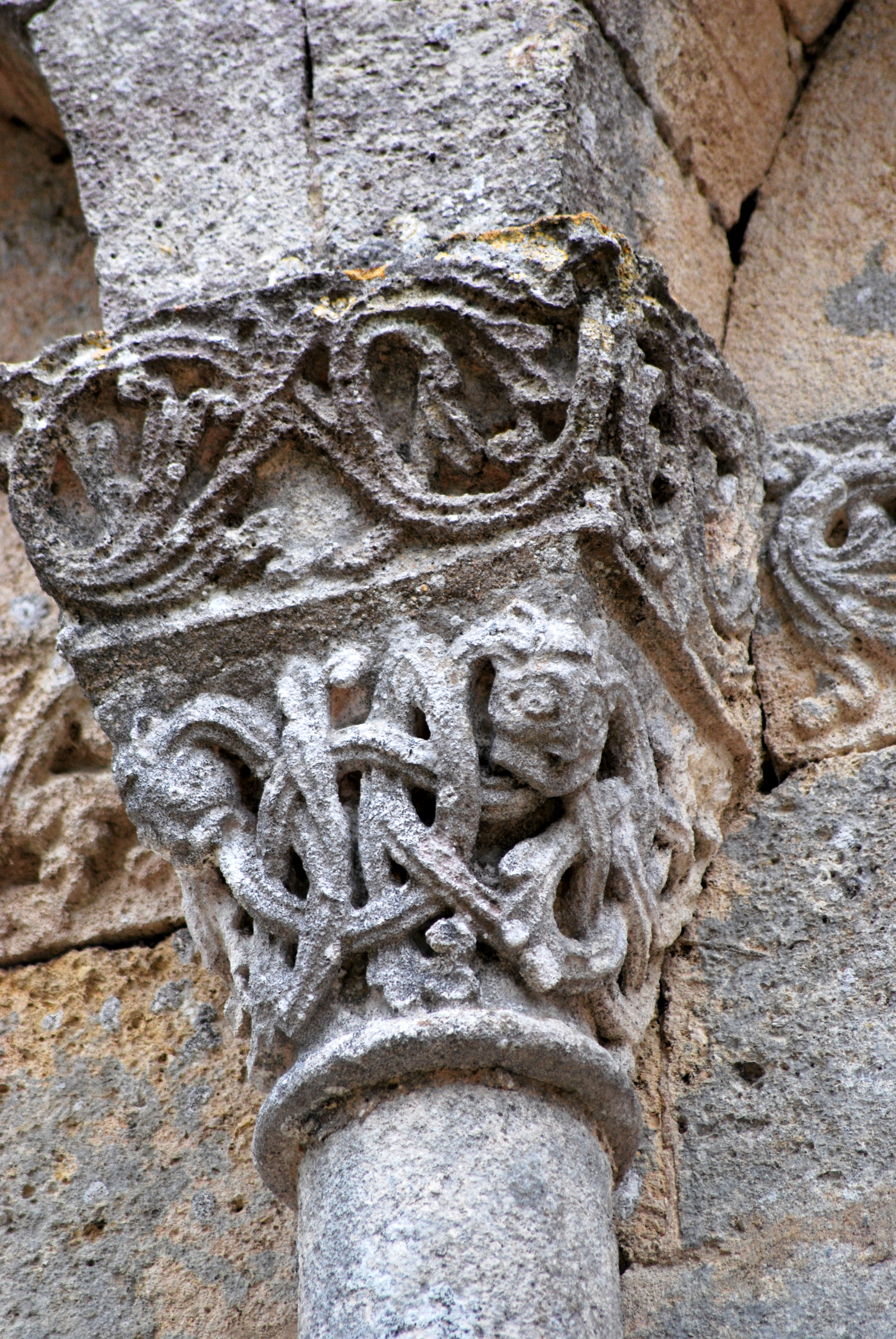
Chapiteau 7
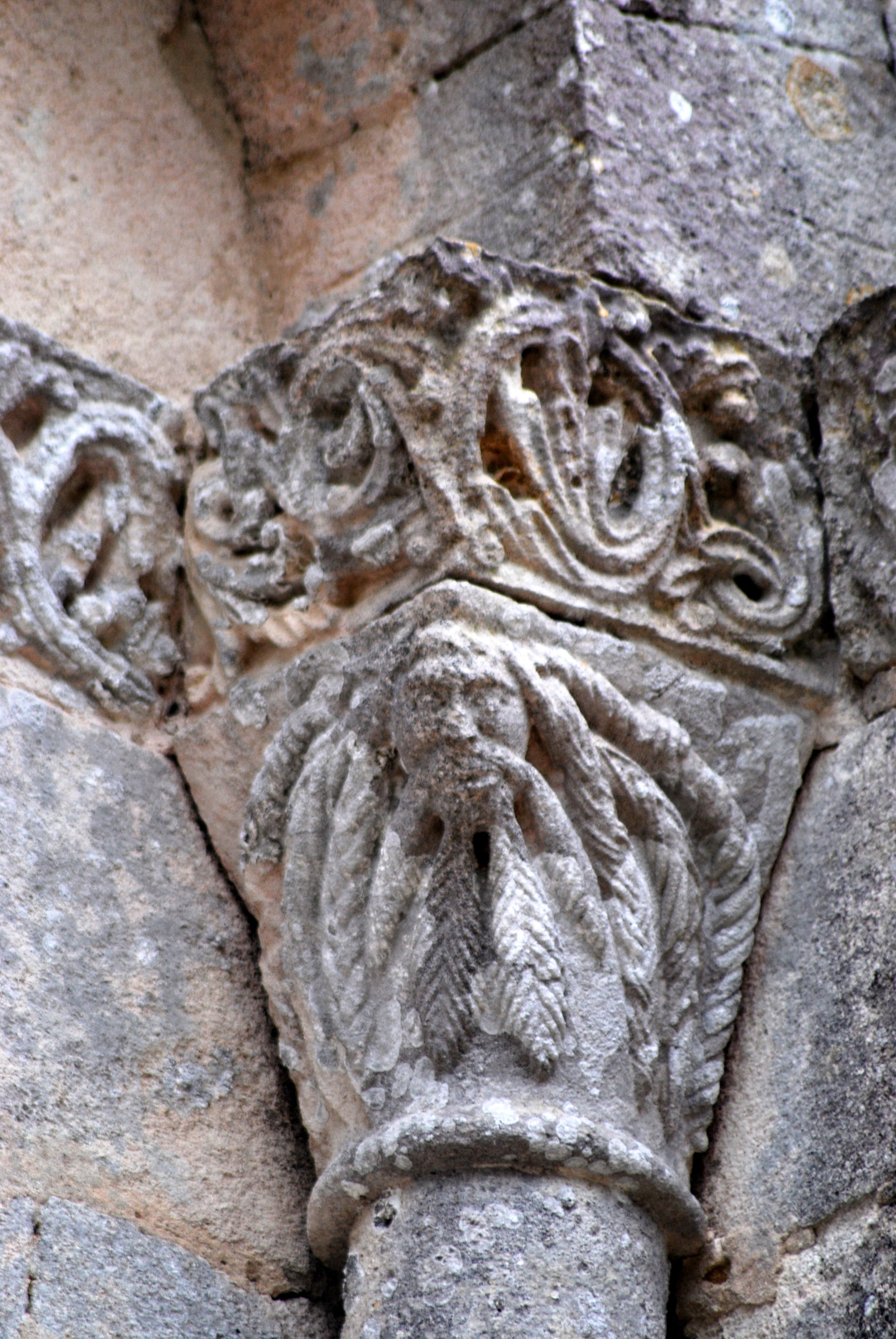
Chapiteau 8

Tous les chapiteaux figurés de l'arcature portent des symboles négatifs de mises en garde contre les péchés capitaux.

### La corniche
En couronnement de la façade se trouve une corniche, avec un décor simple, soutenue par deux chapiteaux sculptés et seize modillons, dont cinq figurés. Les deux chapiteaux et les cinq modillons figurés sont romans, les autres modillons sont des remplacements plus récents.
La corbeille du chapiteau nord est décorée avec un entrelacs simple, formé par deux serpents et celle du sud avec deux arbustes dont les branches portent des fruits (pignes ?).
Parmi les modillons on trouve : un joueur de vièle ou rebec ; un acrobate ; une bête maléfique ; une sculpture très défigurée, mais on discerne la tête d'un personnage ; un masque humain.
Toutes les sculptures ont un sens symbolique commun : le péché et en particulier la luxure. Il est très probable que les modillons manquants étaient aussi des représentations de la luxure, car on trouve cette mise en garde sur de nombreuses églises romanes qui ont conservé leur décor d'origine. Pour plus de détails : Iconographie des modillons romans.

Les sculptures de la corniche
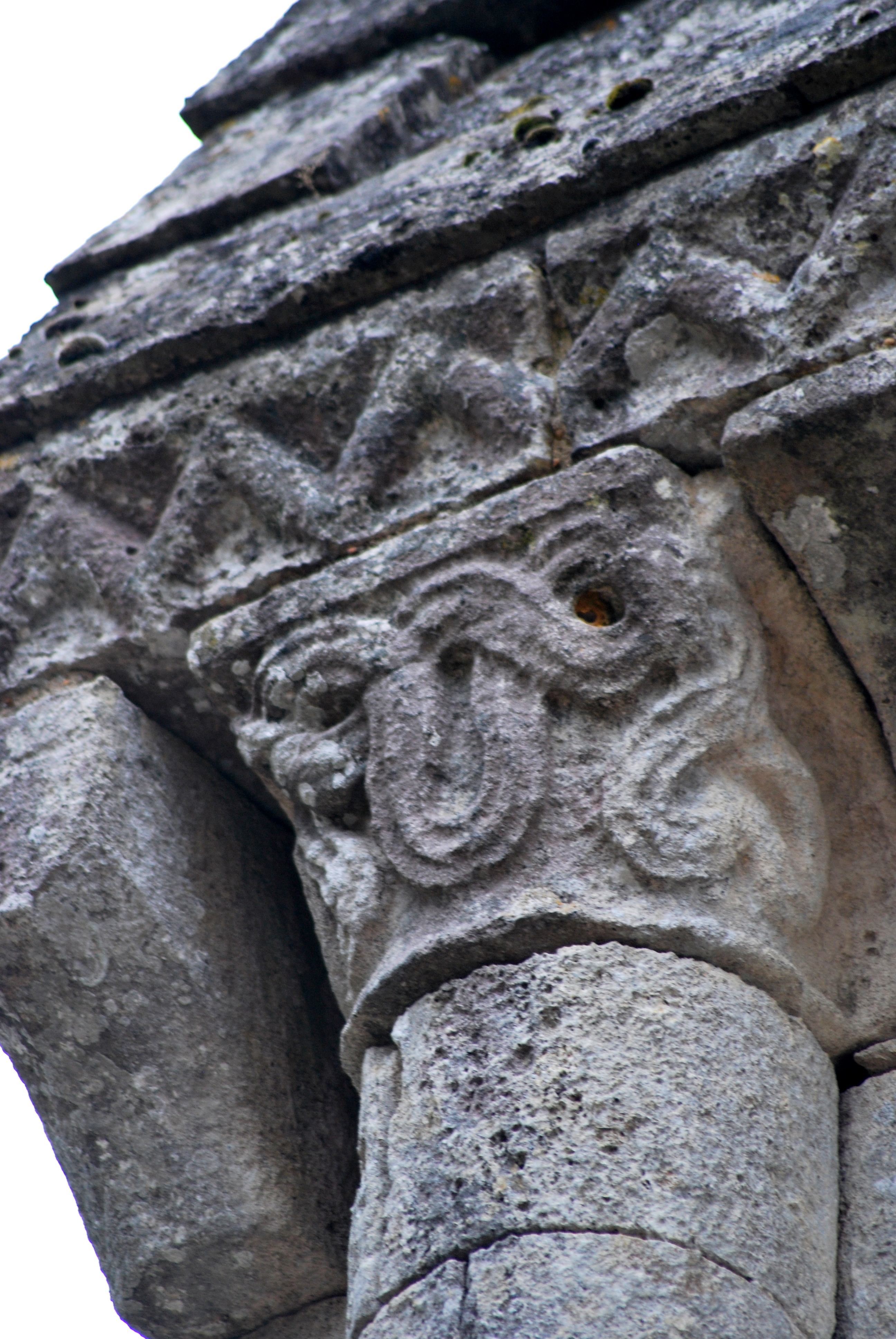
Chapiteau nord
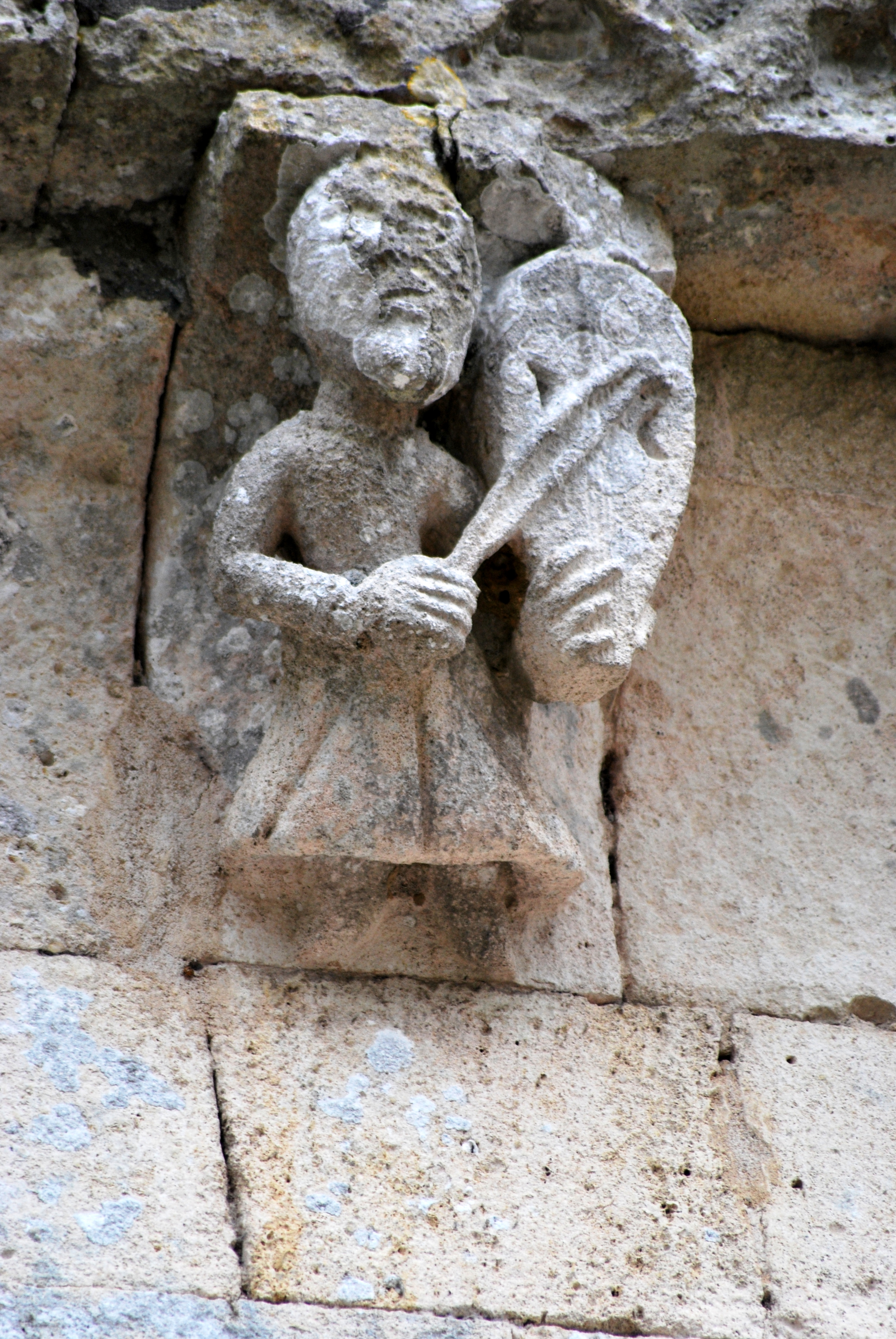
Joueur de vièle
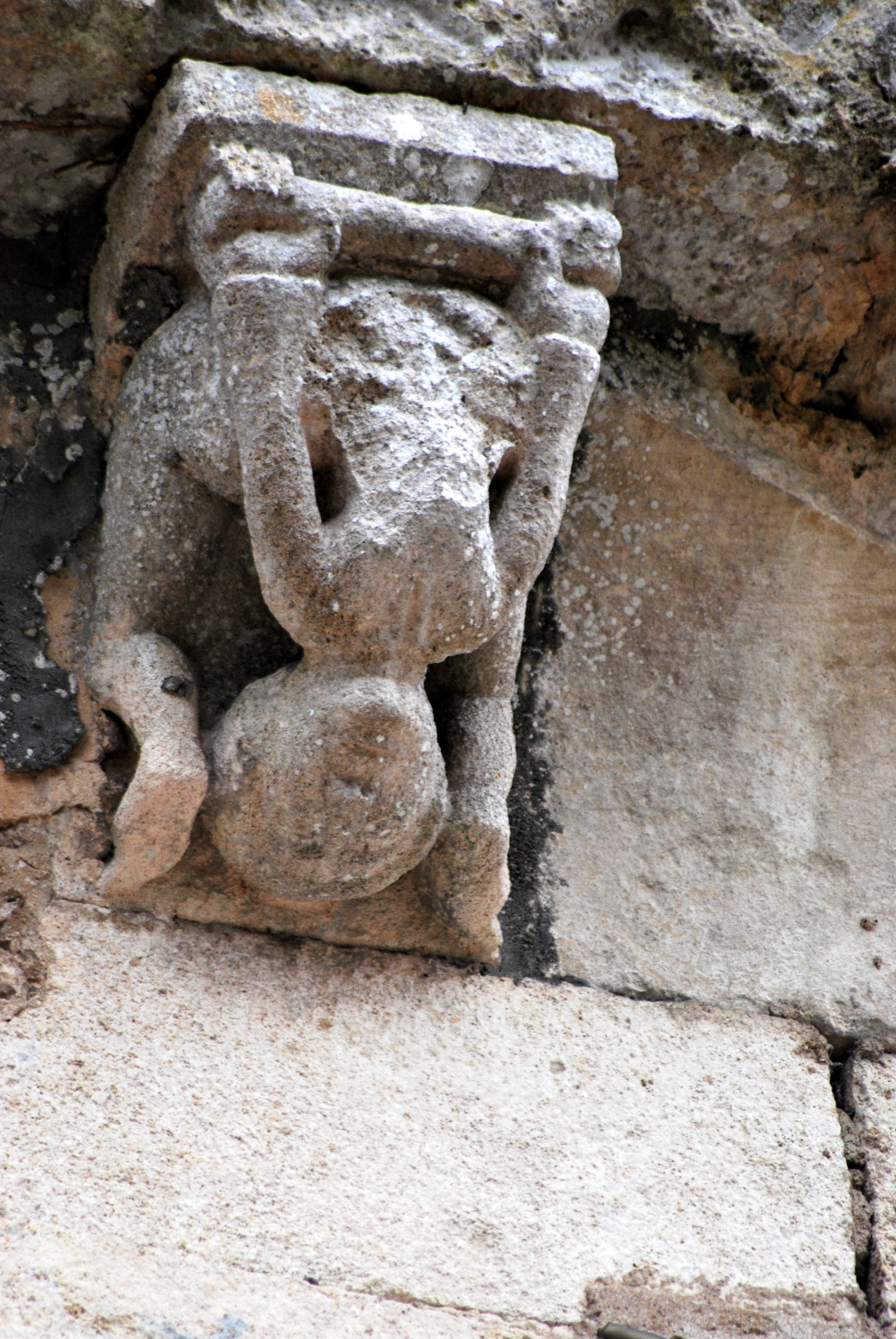
Acrobate
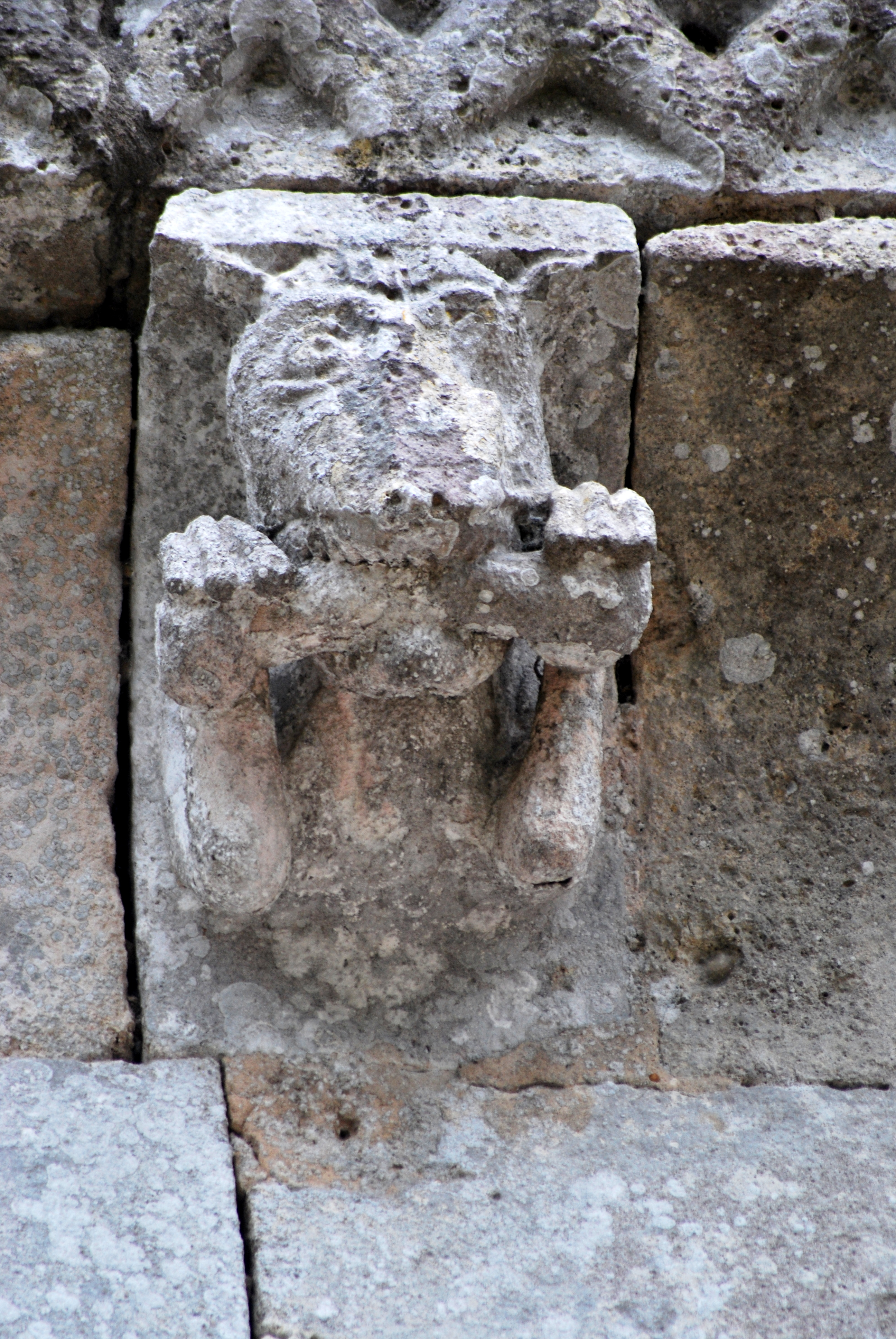
Bête maléfique
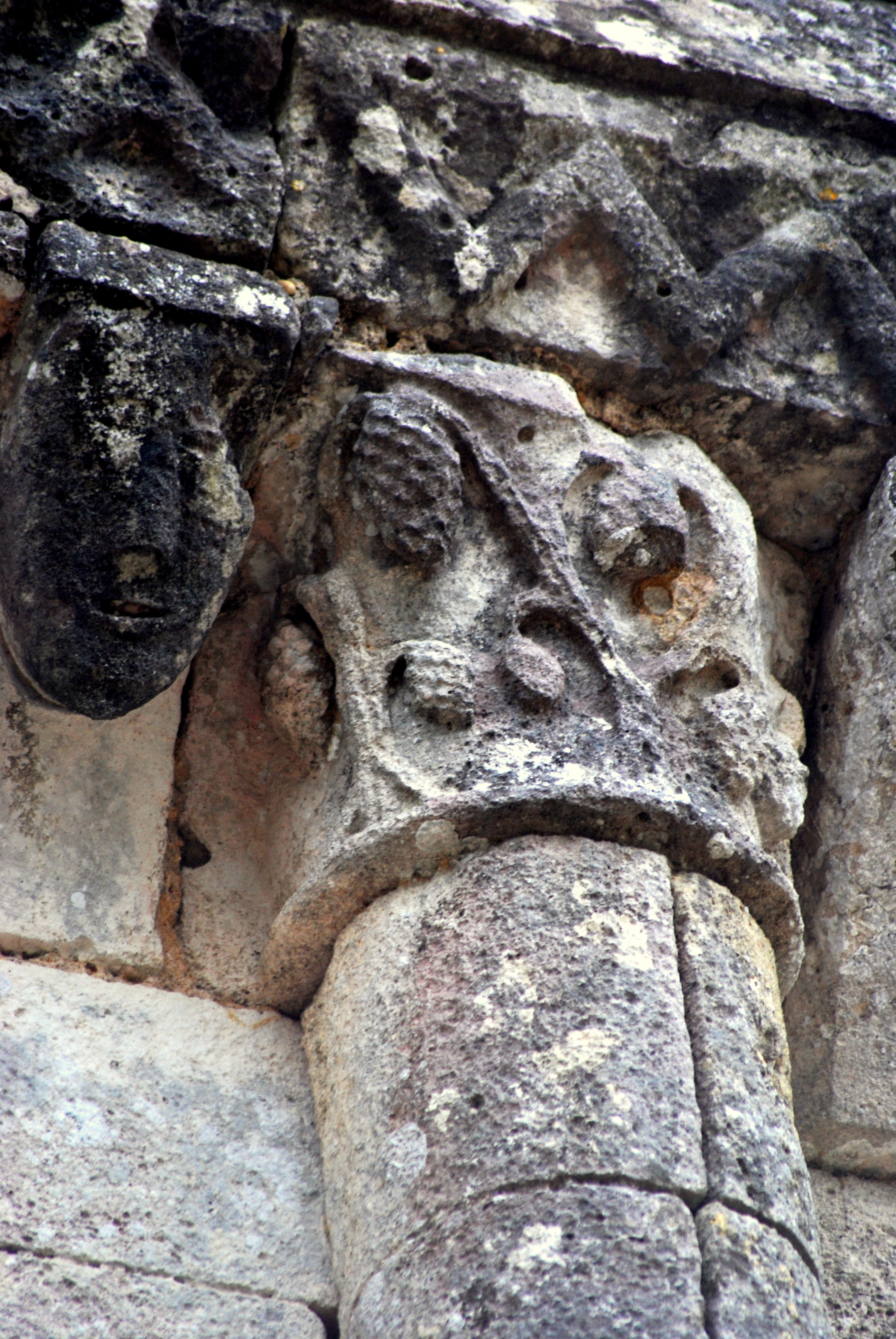
Chapiteau sud